# Óscar Bastos
Óscar Bastos (* 14. Januar 1982) ist ein ehemaliger spanischer Radrennfahrer.

## Karriere
Er gewann 2007 das Eintagesrennen Gran Premio Ciudad de Vigo und 2008 eine Etappe der Vuelta a Salamanca.

## Erfolge
2007
- Gran Premio Ciudad de Vigo

2008
- eine Etappe Vuelta a Salamanca